# إدوارد أو. فيليبس
إدوارد أو. فيليبس (بالإنجليزية: Edward O. Phillips)‏ (26 نوفمبر 1931، مونتريال في كندا)؛ روائي كندي.